# Landesregierung Kunasek
- ÖVP: 4
- FPÖ: 4

Die Landesregierung Kunasek bildet seit dem 18. Dezember 2024 die Steiermärkische Landesregierung und folgt der Landesregierung Drexler. Nach der im November 2024 abgehaltenen Landtagswahl wurde mit rund 35 Prozent die Freiheitliche Partei Österreichs (FPÖ) mit ihrem Spitzenkandidaten Mario Kunasek stimmenstärkste Partei. Die Steirische Volkspartei des bisherigen Landeshauptmannes Christopher Drexler büßte rund zehn Prozent ein und erreichte mit rund 27 Prozent den zweiten Platz.

## Geschichte
Die bisher regierenden Parteien ÖVP und SPÖ büßten zugleich ihre absolute Mandatsmehrheit ein. Kurzzeitig wurde daher spekuliert, ob eine Koalition von ÖVP, SPÖ und einer der Kleinparteien (NEOS oder GRÜNE) gegen den Wahlsieger FPÖ gebildet werden könne, was schlussendlich aber nicht umgesetzt wurde. Die FPÖ hätte außerdem die Gelegenheit gehabt, die langjährige Landeshauptmannspartei ÖVP durch eine Koalition mit der SPÖ erstmals in der Geschichte seit 1945 in Opposition zu schicken. Nach Sondierungen mit beiden Parteien traf die FPÖ die Entscheidung, dennoch mit der ÖVP eine Regierung bilden zu wollen.
Die Landesregierung wurde am 17. Dezember 2024 vorgestellt und am 18. Dezember 2024 vom Landtag gewählt. Zu ihrem Amtsantritt waren vier Frauen und vier Männer in der Landesregierung vertreten.
Im FPÖ-ÖVP-Koalitionsabkommen wurde geplant, das Dachsteinlied als Landeshymne in die Landesverfassung zu schreiben, wobei die beiden Regierungsparteien gemeinsam nicht über die für einen Verfassungsbeschluss erforderliche Zweidrittelmehrheit im Landtag verfügten. Der Plan wurde von Slowenien und Gerhard Ruiss von der IG Autorinnen Autoren kritisiert. Laut Außenministerium in Ljubljana vernachlässige dieser den historischen Entstehungskontext des Dachsteinlieds, im Lied werden Teile des slowenischen Staatsgebiets als steirisch besungen.
Nach dem Wechsel von Barbara Eibinger-Miedl als Staatssekretärin ins Finanzministerium (Bundesregierung Stocker) am 3. März 2025 übernahm Manuela Khom vorübergehend deren Agenden. Ihr folgte schließlich Willibald Ehrenhöfer in unveränderten Ressorts nach.

## Regierungsmitglieder
| Amt                                                     | Bild | Name                   | Partei | Partei | Zuständigkeitsbereiche |
| ------------------------------------------------------- | ---- | ---------------------- | ------ | ------ | --- |
| Landeshauptmann                                         |      | Mario Kunasek          |        | FPÖ    | Volkskultur, Katastrophenschutz und Landesverteidigung, Sport, Tourismus und Personal                                                                   |
| Landeshauptmann-Stellvertreterin                        |      | Manuela Khom           |        | ÖVP    | Europa und Internationales, Regionalentwicklung, Gemeinden, Gesellschaft (außer Jugend)                                                                 |
| Landesrat                                               |      | Stefan Hermann         |        | FPÖ    | Bildung, Jugend, Gemeinden, Regionen |
| Landesrat                                               |      | Willibald Ehrenhöfer   |        | ÖVP    | Wirtschaft, Wissenschaft, Arbeit und Finanzen (ab 6. März 2025, Nachfolger von Barbara Eibinger-Miedl)                                                  |
| Landesrat                                               |      | Hannes Amesbauer       |        | FPÖ    | Soziales und Asyl/Migration, Umwelt, Natur- und Tierschutz sowie Raumordnung                                                                            |
| Landesrat                                               |      | Karlheinz Kornhäusl    |        | ÖVP    | Gesundheit und Pflege, Kultur |
| Landesrätin                                             |      | Claudia Holzer         |        | FPÖ    | Infrastruktur: Verkehr, Landeshochbau, ländlicher Wegebau und Technik                                                                                   |
| Landesrätin                                             |      | Simone Schmiedtbauer   |        | ÖVP    | Land- und Forstwirtschaft einschließlich land- und forstwirtschaftlicher Schulen, Wohnbau und Energie, Wasser- und Ressourcenwirtschaft, Veterinärwesen |
| Vorzeitig ausgeschiedene Mitglieder der Landesregierung |      |                        |        |        | |
| Landesrätin                                             |      | Barbara Eibinger-Miedl |        | ÖVP    | Wirtschaft, Wissenschaft, Arbeit und Finanzen bis 3. März 2025, Wechsel ins Finanzministerium (Bundesregierung Stocker)                                 |